# 4768 Hartley
4768 Hartley este un asteroid din centura principală, descoperit pe 11 august 1988 de Andrew Noymer.